# 北見タイムス (下湧別村)
北見タイムス（きたみたいむす）は、大正時代に北見タイムス社が北海道紋別郡下湧別村（現在の湧別町）、のち紋別郡遠軽村（現在の遠軽町）で発行していた地方新聞。

## 概要
下湧別村芭露出身の庄司新三郎が1917年（大正6年）1月、下湧別村湧別市街に「北見タイムス社」を設立し、湧別地方で最初の地域新聞となる「北見タイムス」を創刊した。旬刊で、当初の部数は約1000部だった。
第一次世界大戦の影響による農産物相場の好況を受け、地域の農家で新聞購読が普及し始めたことを背景に業績を伸ばし、1920年に上湧別村中湧別市街（現・湧別町中湧別）に支社を置いた。さらに1923年には本社を遠軽村遠軽市街に移転したが、間もなく廃刊となった。
1946年に北見市の北見タイムス社が創刊した「北見タイムス」、1952年に留辺蘂町（現・北見市留辺蘂町）の北見タイムス社が創刊した「北見タイムス」とはともに関係ない。